# McGill University Health Centre
Das McGill University Health Centre (MUHC; französisch Centre universitaire de santé McGill, CUSM) ist ein Netzwerk von allgemeinen Krankenhäusern und Lehrkrankenhäusern in der kanadischen Stadt Montreal, die mit der dortigen McGill University verbunden sind.
Zum 1997 gegründeten Netzwerk gehören sechs Krankenhäuser:
- Montreal General Hospital
- Royal Victoria Hospital
- Montreal Children’s Hospital
- Montreal Neurological Institute
- Montreal Chest Institute
- Hôpital de Lachine

Die im MUHC zusammengeschlossenen Krankenhäuser zählen zusammen rund 11.500 Angestellte. Das medizinische Forschungsinstitut des MUHC ist das größte seiner Art in Kanada.
Ein weiteres Netzwerk ist das Centre hospitalier de l’Université de Montréal.